# Giovanni Mercurio de Vipera
Giovanni Mercurio de Vipera (falecido a 26 de maio de 1527) foi um prelado católico romano que serviu como bispo de Bagnoregio (1523–1527).

## Biografia
No dia 23 de março de 1523, Giovanni Mercurio de Vipera foi nomeado durante o papado de Adriano VI como Bispo de Bagnoregio, onde serviu como bispo até à sua morte a 26 de maio de 1527.